# Andrea Doria (1913)
Andrea Doria – włoski pancernik typu Caio Duilio z okresu I i II wojny światowej.

## Historia
Po rozpoczęciu budowy trzech pancerników typu Conte di Cavour włoska marynarka wojenna zamówiła na początku 1912 roku dwa kolejne drednoty. Ich konstrukcja była w zasadzie powtórzeniem rozwiązań zastosowanych na poprzednich jednostkach, podstawową różnicą było rozmieszczenie dział artylerii średniej i ich kaliber, powiększony ze 120 do 152 mm oraz inny kształt górnego pokładu.
Stępkę pod późniejszy „Andrea Doria” położono w stoczni marynarki w La Spezia 24 marca 1912 roku, wodowanie odbyło się 30 marca 1913 roku. Okręt otrzymał nazwę na cześć Andrei Dorii (1466–1560), genueńskiego admirała i polityka. Prace wykończeniowe na jednostce przeciągnęły się z powodu toczących się działań wojennych. Po wejściu do służby (13 marca 1916 roku) pancernik operował na Adriatyku. Podobnie jak pozostałe duże okręty włoskie, nie brał udziału w większych operacjach.
Po zakończeniu I wojny światowej rząd włoski nie widział konieczności inwestowania w modernizację własnych okrętów liniowych. Przyczyniły się do tego zarówno kryzys finansowy państwa, jak i brak silnego potencjalnego przeciwnika w akwenie Morza Śródziemnego: Austro-Węgry przestały istnieć, a Francja, z którą w efekcie traktatu waszyngtońskiego marynarka włoska uzyskała parytet sił, zmuszona była dzielić swe zaangażowanie pomiędzy Morze Śródziemne i Ocean Atlantycki. Dopiero w latach 30. zdecydowano się na przebudowę dwóch pancerników typu Conte di Cavour. Po jej zakończeniu na zwolnione przez nie miejsca w stoczniach trafiły „Andrea Doria” i bliźniaczy „Caio Duilio”.

## Opis konstrukcji
W momencie oddania do służby „Andrea Doria” reprezentował układ konstrukcyjny typowy dla pancerników tego okresu. Na stalowym, nitowanym kadłubie długości 176,1 m i wyporności pełnej 25 200 ton umieszczone było pięć wież artyleryjskich z działami kal. 305 mm. Trzy z nich: dziobowa, rufowa i na śródokręciu były trójdziałowe, pozostałe dwie, umieszczone na dziobie i rufie w superpozycji, dwudziałowe, co dawało nietypową liczbę trzynastu luf.
Artyleria średniego kalibru składała się z 16 dział kal. 152 mm, umieszczonych w kazamatach w sekcjach dziobowej i rufowej, co miało ułatwić odpieranie ataków lekkich okrętów: torpedowców i niszczycieli oraz 13 dział kal. 76 mm. Ponadto pancernik był uzbrojony w sześć dział przeciwlotniczych kal. 76 mm i trzy podwodne wyrzutnie torpedowe kal. 450 mm.
Napęd okrętu stanowiły trzy zespoły turbin parowych systemu Parsonsa, napędzające cztery śruby. Parę dostarczało 20 kotłów typu Yarrow, z których osiem było przystosowanych do opalania paliwem płynnym, a pozostałych 12 węglem. Przy łącznej mocy 32 000 KM prędkość maksymalna wynosiła 21,5 węzła. Zapas paliwa, wynoszący 900 ton ropy i 1512 ton węgla zapewniał zasięg 4800 mil morskich przy prędkości 10 węzłów. Załogę stanowiło 35 oficerów i 1198 podoficerów i marynarzy.

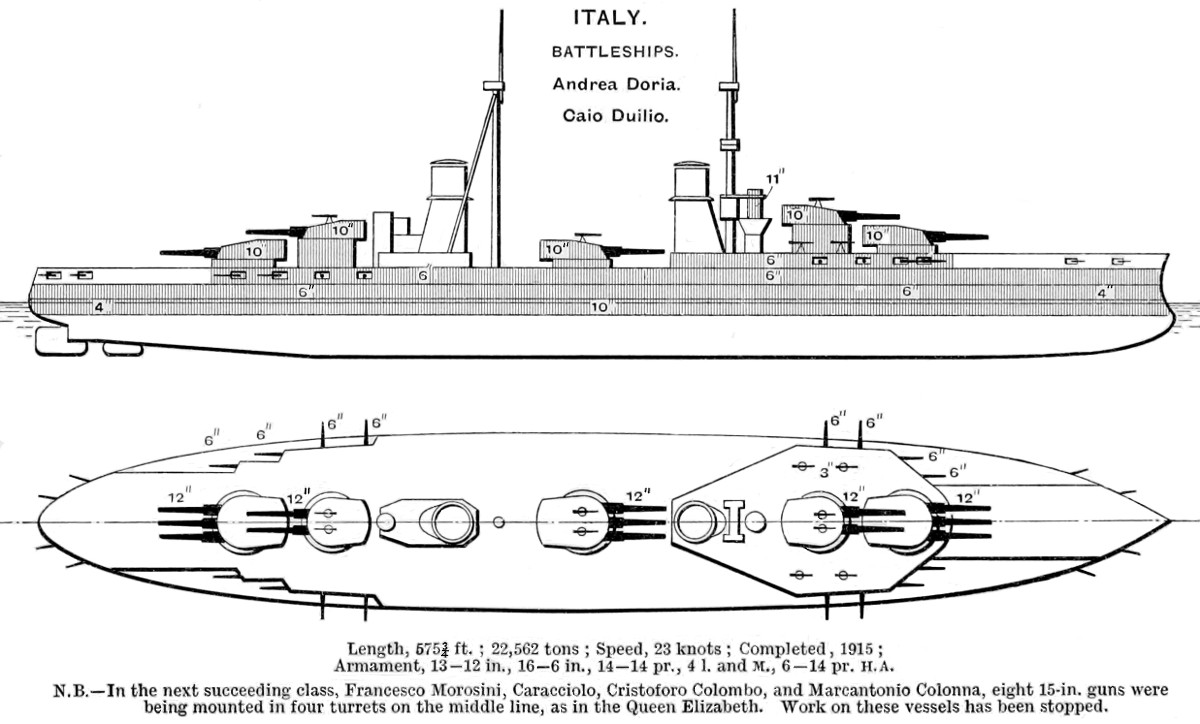
Schemat pancernika z 1923 roku

W połowie lat 20. na pancerniku zainstalowano katapultę dla wodnosamolotu pokładowego, którą zdemontowano w trakcie modernizacji w latach 1937–1940.

## Modernizacja
Przebudowa pancernika „Andrea Doria” rozpoczęła się 8 kwietnia 1937 roku w stoczni Cantieri Riuniti dell’Adriatico w Trieście. W trakcie jej trwania usunięto z okrętu więcej niż połowę konstrukcji i wyposażenia, zastępując je nowym. Całkowicie zmieniono konfigurację uzbrojenia, nadbudówki, maszty i układ napędowy. Starą dziobnicę zastąpiono nowym dziobem kliprowym, przedłużając tym samym kadłub o 10,8 m. Powiększono do 320 mm kaliber armat artylerii głównej, zdejmując jednocześnie wieżę na śródokręciu i zostawiając 10 luf. Artyleria średnia została całkowicie wymieniona, nowa składała się z 12 dział kal. 135 mm umieszczonych w czterech potrójnych wieżach artyleryjskich po bokach nadbudówki dziobowej. Tę ostatnią przebudowano na wzór pancerników typu Littorio. Również artyleria przeciwlotnicza była zbliżona do najnowszych ciężkich okrętów Regia Marina. 10 dział kal. 90 mm w pojedynczych wieżach zainstalowano na burtach na wysokości kominów, na przedłużonym pokładzie dziobowym.
Nowa siłownia pancernika składała się z dwóch zespołów turbin parowych systemu Beluzzo o łącznej mocy 75 000 KM, zasilanych w parę przez osiem, opalanych paliwem płynnym kotłów typu Yarrow. Liczbę wałów napędowych zredukowano do dwóch. Prędkość maksymalna w warunkach operacyjnych wynosiła 26 węzłów, a przy forsowaniu siłowni można było osiągnąć o jeden węzeł więcej. Zapas paliwa wynosił 2548 ton i pozwalał przepłynąć 4680 mil morskich przy prędkości ekonomicznej 13 węzłów.
Równie poważne zmiany dotyczyły systemu ochrony kadłuba. Zwiększono do 24 liczbę przedziałów wodoszczelnych, wzmocniono również grubość pokładów pancernych. Dla zabezpieczenia najważniejszych systemów okrętu przed skutkami wybuchów podwodnych zastosowano system zaprojektowany przez admirała inż. Umberto Pugliese. Polegał on na zabudowaniu wewnątrz podwodnej części kadłuba podłużnych, wypukłych do wnętrza komór, podzielonych na mniejsze odcinki przy pomocy grodzi wodoszczelnych i wypełnionych paliwem. Wewnątrz komór przebiegał podłużny stalowy cylinder, którego zadaniem było pochłanianie i osłabianie energii wybuchu. Konstrukcja ta była kłopotliwa w naprawach, a jej skuteczność była ograniczona ze względu na małą szerokość kadłuba okrętu.
Po zakończeniu modernizacji „Andrea Doria” powrócił do służby 20 października 1940 roku.

## Działalność w czasie II wojny światowej
Po wyjściu ze stoczni „Andrea Doria” został skierowany do głównej bazy Regia Marina w Tarencie. Znajdował się w porcie podczas ataku brytyjskich samolotów 11 listopada 1940 roku, ale nie odniósł żadnych uszkodzeń. Już następnego dnia został pospiesznie przebazowany do Genui, a następnie do La Spezia, dla przeprowadzenia prac wykończeniowych.
Pierwszą akcją bojową pancernika było bezskuteczne poszukiwanie zespołu brytyjskiego, powracającego do Gibraltaru po zbombardowaniu Genui 9 lutego 1941 roku. Trzy włoskie pancerniki: „Vittorio Veneto”, „Andera Doria” i „Giulio Cesare” w asyście trzech krążowników i 10 niszczycieli wyszły w morze z zamiarem przecięcia drogi przeciwnika na południe od Sardynii. Po otrzymaniu wiadomości o ostrzelaniu Genui Włosi, pod dowództwem admirała Angelo Iachino, ruszyli na północ w kierunku Cieśniny Bonifacio. Jednak zła widoczność przeszkodziła w zlokalizowaniu okrętów Royal Navy, które bezpiecznie powróciły do Gibraltaru.
16 grudnia 1941 roku „Andrea Doria” wyszedł w morze w składzie silnego zespołu okrętów admirała Iachino, jako daleka eskorta konwoju do Libii. Następnego dnia jednostki włoskie starły się z eskortą brytyjskiego konwoju na Maltę, dowodzoną przez kontradmirała Philipa Viana. Wobec zdecydowanej przewagi włoskiej, kontradmirał Vian starał się manewrując utrzymać bezpieczną odległość pomiędzy ochranianym transportowcem a nieprzyjacielem. Przy nadciągających ciemnościach (Włosi nie posiadali radaru) i uznając pierwszeństwo zadania ochrony własnych zaopatrzeniowców, admirał Iachino przerwał ogień, oddalając się w kierunku południowym. Ta nierozstrzygnięta potyczka została nazwaną I bitwą w Zatoce Syrta.
Kolejną operację osłony konwojów do Libii, tym razem bez kontaktu z przeciwnikiem, przeprowadzili Włosi w pierwszych dniach stycznia 1942 roku. Zespół dalekiej osłony, z pancernikami „Littorio”, Giulio Cesare” i „Andrea Doria” po wykonaniu zadania powrócił do Tarentu 5 stycznia.
Od tej pory, podobnie jak większość ciężkich okrętów floty włoskiej, „Andrea Doria” pozostawał w bazie w Tarencie. Brak paliwa i niekorzystna dla państw Osi sytuacja na Morzu Śródziemnym spowodowały, że jedynymi formami aktywności pancernika były rejsy ćwiczebne.
Po ogłoszeniu zawieszenia broni z aliantami 8 września 1943 roku, okręty stacjonujące w Tarencie wypłynęły następnego dnia (około 17.00) w morze, aby zgodnie z warunkami alianckimi oddać się pod kontrolę sprzymierzonych na Malcie. W odróżnieniu od drugiego zespołu, płynącego z La Spezia, który w wyniku niemieckich ataków lotniczych utracił pancernik „Roma”, jednostki z Tarentu bez przeszkód dotarły na wyznaczone miejsce.
W internowaniu na Malcie „Andrea Doria” pozostawał do 8 czerwca 1944 roku, kiedy został przebazowany do portu w Augusta, a następnie do Syrakuz na Sycylii. Po zakończeniu działań wojennych pancernik pozostał w składzie floty włoskiej, pełniąc w okresach od listopada 1949 roku do grudnia 1950 roku oraz od marca 1951 roku do marca 1953 roku funkcję jednostki flagowej floty. Później, do 1956 roku był jednostką szkolną. Wycofany z linii 16 września tego roku, został sprzedany na złom i rozebrany w ciągu następnych dwóch lat.
Z pozostałości luf armatnich pancernika wykonana została chrzcielnica w Świątyni Braterstwa w Cella di Varzi w pobliżu Pawii.